# Bucentaure (Schiff, 1804)
Die Bucentaure war ein 80-Kanonen-Linienschiff (Zweidecker) der Tonnant-Klasse (Bucentaure-Gruppe) der französischen Marine. Sie war Flaggschiff von Vizeadmiral Latouche Tréville, der am 18. August 1804 an Bord verstarb, und anschließend das Flaggschiff von Vizeadmiral Pierre de Villeneuve in der Schlacht von Trafalgar. Sie ging am 23. Oktober 1805 im Sturm unter.

## Geschichte

### Seeschlacht von Trafalgar 1805

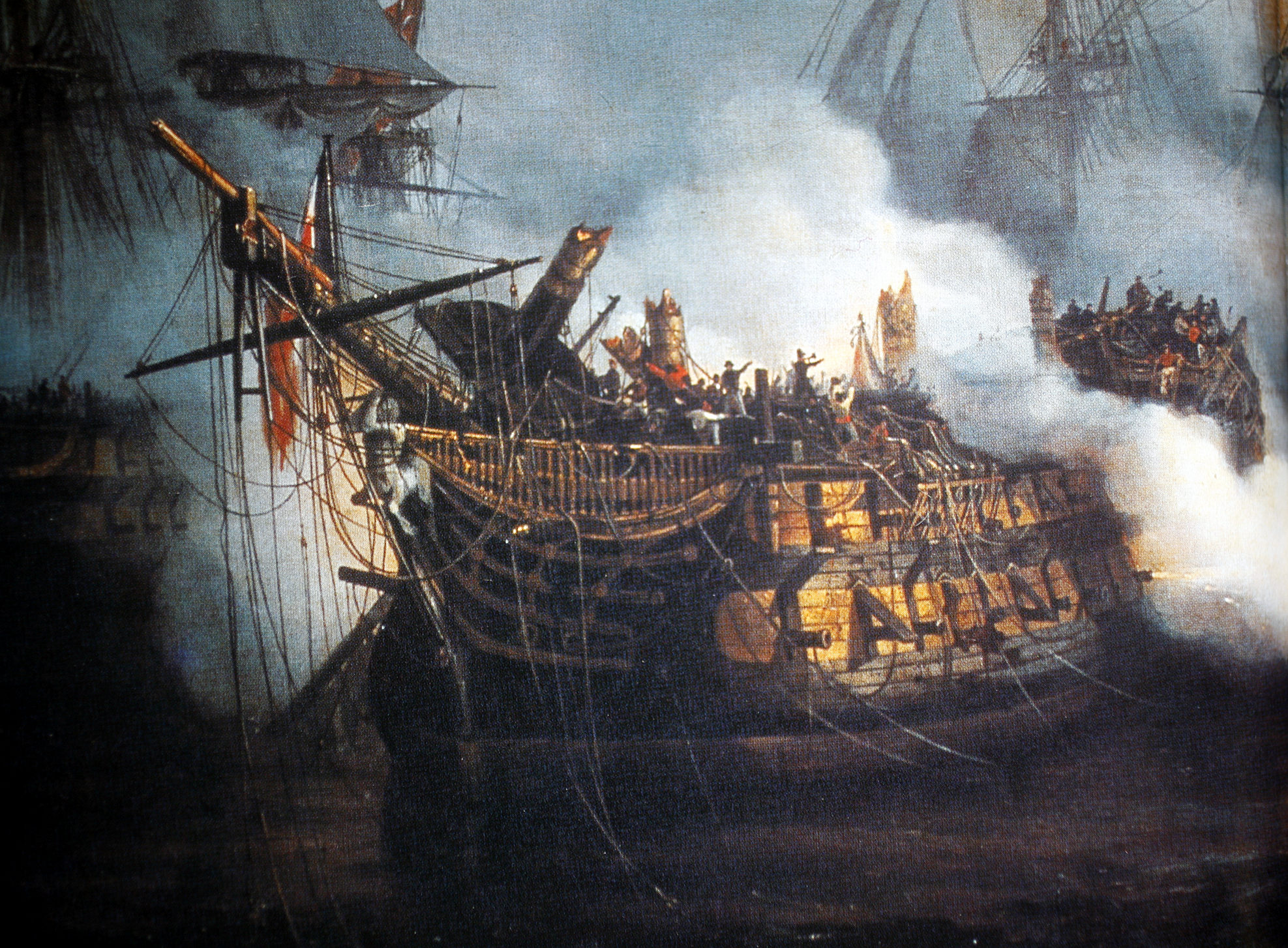
Die Bucentaure in der Schlacht von Trafalgar

Am 6. November 1804 war Vizeadmiral Pierre de Villeneuve offiziell der Bucentaure zugeordnet und ließ seine Flagge auf diesem Schiff hissen. Es nahm am 21. Oktober 1805 an der Seeschlacht von Trafalgar teil. Kommandiert wurde es zu diesem Zeitpunkt von Kapitän Jean-Jacques Magendie. In dieser Seeschlacht hatte die Bucentaure einen nicht unerheblichen Einfluss auf das Kampfgeschehen, das sich wie folgt darstellte:
Napoleon Bonaparte erteilte dem in Cádiz vor Anker liegenden Vizeadmiral Pierre de Villeneuve den Befehl, mit seiner ihm unterstehenden Flotte nach Neapel auszulaufen, um dort 12.000 Soldaten an Bord zu nehmen. Villeneuve folgte diesem Befehl nur sehr zögerlich, denn vor Cádiz kreuzten vereinzelt britische Kriegsschiffe der Flotte von Vizeadmiral Nelson. Da Villeneuve bei Befehlsverweigerung die Enthebung seines Kommandos drohte, beugte er sich dem Befehl und ließ die vereinte napoleonische Flotte, bestehend aus französischen und spanischen Schiffen, am 19. Oktober 1805 aus dem Hafen von Cádiz auslaufen, was wegen ungünstiger Winde und schlechter nautischer Fertigkeiten der Schiffsbesatzungen bis zum Mittag des folgenden Tages dauerte.

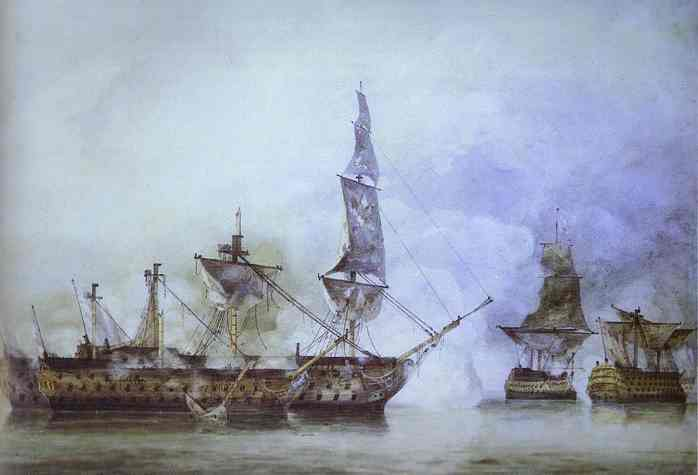
Die Victory im Gefecht mit mehreren französischen Linienschiffen

Da die britische Fregatte Sirius das Auslaufen des Feindes beobachtet und sogleich an Nelson gemeldet hatte, konnte dieser einen Schlachtplan ausarbeiten.
Er ließ am 21. Oktober 1805 um 6.40 Uhr auf seinem Flaggschiff, der Victory, das Signal zum Einnehmen der verabredeten Segelformation setzen. Sein Plan war es, in zwei Linien auf den französisch-spanischen Gegner zuzusegeln und die gegnerische Schlachtformation zu zerschneiden. Dabei sollte die Victory die nördliche Linie und die Royal Sovereign die südliche Linie anführen. Beide Linien segelten daraufhin ostwärts auf den in südlicher Richtung fahrenden Gegner zu.
Villeneuve hingegen, der sich die Möglichkeit einer Flucht nach Cádiz erhalten wollte, gab um 8.00 Uhr seiner französisch-spanischen Flotte den Befehl zum Wenden. Da der Wind schwach und die Besatzungen unerfahren und nicht aufeinander abgestimmt waren, kam die traditionelle Schlachtordnung, nämlich in einer Kiellinie im Kielwasser des Vorausfahrenden zu segeln, vollkommen durcheinander. Das Manöver war schließlich um 10 Uhr abgeschlossen, so dass sich Villeneuves Schiffe nunmehr auf nördlichem Kurs befanden – allerdings gab es jetzt große Lücken in den Reihen, als beide gegnerischen Flotten im rechten Winkel aufeinander trafen. Die französische Flotte konnte dadurch den taktischen Vorteil des „Crossing the T“ nicht nutzen.
Auf der Victory war die Flagge des Oberbefehlshabers gehisst, weshalb Nelson und sein Stab davon ausgingen, dass der Gegner einiges unternehmen würde, um sie als bevorzugtes Ziel zu stellen und zu bekämpfen. Aus diesem Grund fuhr die Temeraire backbord etwas versetzt vor der Victory, um sie abzusichern. Das britische Flaggschiff wollte in die kleine Lücke zwischen der französischen Bucentaure und dem spanischen Vierdecker Santísima Trinidad stoßen und geriet dabei unter schwerstes Feuer. Um 12.20 Uhr eröffnete die Bucentaure das Feuer auf die Victory und konnte drei Breitseiten auf das britische Flaggschiff abgeben, wodurch dieses sein Hauptbramsegel verlor. Nelsons Schiff stand anschließend 40 Minuten lang im Kreuzfeuer der Héros, Santissima Trinidad und Redoutable, ohne den Angriff erwidern zu können. Erst um 12:45 Uhr gelang es der Victory, die feindliche Linie zu durchbrechen und sich der Bucentaure zu nähern.

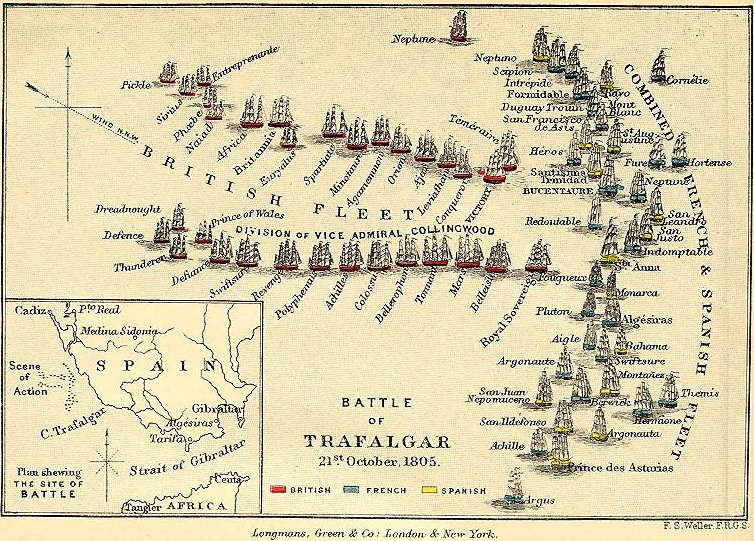
Die Schiffskonstellation und ~ordnung in der Schlacht von Trafalgar

Um 13.00 Uhr konnte die Victory mit ihrer Schiffsartillerie die ersten Treffer auf der französischen Bucentaure verzeichnen. Die Victory feuerte eine Breitseite in den Heckspiegel – die Schwachstelle damaliger Kriegsschiffe – und konnte dadurch, so erklärte Villeneuve später, ca. 400 Mann Besatzung und 20 Kanonen ausschalten, wodurch die Bucentaure bereits nach zwei Minuten im ersten Gefecht empfindlich geschwächt wurde. Unter den Verletzten dieses ersten Gefechts war auch Kapitän Magendie, der eine Kopfverletzung davontrug. Durch den Beschuss der Victory wurden jedoch weder Besegelung noch Masten der Bucentaure getroffen, so dass diese manövrierfähig blieb.
Die Bucentaure war zwar das französische Flaggschiff von Vizeadmiral Pierre Charles de Villeneuve, das jedoch nicht als solches gekennzeichnet war, sondern sich erst durch Hissen der Admiralsflagge als Flaggschiff zu erkennen gab, als die Victory langsam ihr Heck gekreuzt hatte. Die französische Neptune eilte daraufhin der Bucentaure zu Hilfe und verwickelte die Victory in ein heftiges Feuergefecht, in dessen Verlauf letztere schweren Schaden am Fockmast und am Bugspriet erhielt. Die Victory fiel daraufhin nach backbord ab, schaffte es aber nicht, sich unmittelbar längsseits der Bucentaure zu legen.
Jetzt griff zusätzlich noch die französische Redoutable in das Geschehen ein und attackierte ihrerseits die Victory, die nun von drei Schiffen gleichzeitig angegriffen wurde. Kapitän Thomas Masterman Hardy von der Victory entschloss sich daraufhin, die angeschlagene Bucentaure zurückzulassen und stattdessen das Feuer auf die Redoutable zu konzentrieren.
Die Bucentaure setzte ihren Kurs weiter fort, ohne von der Victory weiter bekämpft zu werden – allerdings nahm die britische Neptune ihre Verfolgung auf, die sie auch später einholen konnte. Schließlich konnte die Bucentaure  nach drei Stunden Gefecht durch die britischen Schiffe Neptune, Leviathan und Conqueror aufgebracht werden, so dass Vizeadmiral Villeneuve gezwungen war, seine Flagge zu streichen. Er ergab sich Kapitän James Atcherly von der britischen Conqueror.

### Verbleib des Schiffs
Die Bucentaure wurde nach der verlorenen Schlacht von einer britischen Prisenbesatzung übernommen. Tatsächlich gelang es der gefangengenommenen französischen Besatzung, die Prisenbesatzung zu überrumpeln und das eigene Schiff wieder zurückzuerobern. Trotz allem Aufwand sank die Bucentaure am 23. Oktober 1805 in einem Sturm.